# Conselho Mundial de Dança
O World Dance Council (abreviado WDC, em português Conselho Mundial de Dança) é uma companhia estabelecida em 1950 na Escócia, com a missão de estimular e promover a excelência na educação para a comunidade do mundial profissional e da liga amadora; fornecendo uma base consensual para os campeonatos mundiais competitivos de dança de salão. Seu corpo diretivo, o Presidium, consiste em um presidente e vários vice-presidentes.O WDC também opera um sistema de Conselho Nacional de Dança em certos países, promovendo a cooperação das organizações nesses países.

WDC inclui o Competitive Dance Committee, o Dancesation Committee e um acordo de parceria público-privada com a WDC Amateur League (WDCAL)

## História
Conselho Mundial de Dança, é uma sucessora legal do International Council of Ballroom Dancing, estabelecida em uma reunião organizada por Phillip JS Richardson em 22 de setembro de 1950 em Edimburgo (Escócia), inicialmente composto por nove países europeus e três outros. De 1996 à 2006 foi chamado World Dance & Dance Sport Council - (WD&DSC).

## Modo de operação
O World Dance Council é democrático em sua operação. Todas as decisões importantes são tomadas com base em um membro pleno por voto. Os membros plenos são (com algumas exceções) países individuais. Existem alguns membros afiliados, como a Ballroom Dancers Federation International. O WDC opera por meio de um conselho geral e dois comitês:
- O Comitê Mundial de Dança Competitiva regula a dança competitiva profissional e todas as questões relacionadas com as competições e seus regulamentos.
- O Comitê de Dancesation lida com todos os assuntos da profissão de dança que se relacionam com as atividades de Escolas de Dança e Professores de Dança e todas as outras formas de dança como artes cênicas, hip Hop, Tango Argentino, para citar apenas alguns. [3] Não regula diretamente a dança social. Esse é o negócio dos organizadores individuais.
- A WDC Amateur League foi fundada em 2007. Regula e designa os campeonatos Mundiais e Continentais de Amadores e licencia e regulamenta a Dança Amadora.

Cada país membro do WDC tem uma organização nacional (conselho), como o British Dance Council, que atua como fórum naquele país. Os órgãos nacionais decidem sobre seus delegados para o World Dance Council. O WDC também opera um sistema de Conselho Nacional de Dança do WDC em certos países, o que permite um sistema multi-membro dentro desse NDC, promovendo a cooperação das principais organizações de dança nesses países.

## Eventos WDC
Esses eventos estão sob regulamentação do Conselho Mundial de Dança, que são organizados em vários países a cada ano:
- Campeonato Mundial – Salão Profissional
- Campeonato Mundial – Profissional Latino
- Campeonato Mundial – Profissional de 10 Danças
- Campeonato da Europa – 10-Dance Profissional
- Campeonato da Europa – Profissional Latino

Existem também outros eventos, que são licenciados para os países organizadores e são de entrada aberta.
- WDC Amateur League Open Amateur World Championships e Disney Professional Cups.
- Kremlin Copa do Mundo Latina
- Mundial Masters Latina
- Copa do Mundo WDC. Em 2009, este evento em Shenzhen, na China, teve mais de 2.000 participantes.

No regulamento, a instalação também está disponível para competições profissionais em:
- Dança de salão
- Show de dança latino-americano

### Regras de competição WDC
1. Os campeonatos WDC são campeonatos abertos. [7]
2. Os órgãos nacionais nomeiam os melhores casais disponíveis, é permitido apenas dois casais por país. Além disso, 3 Wild Cards da Lista de Classificação da World Series são convidados. Os competidores registrados no WDC podem participar como inscrições abertas.[8] [9]

## Presidentes
- PJS Richardson MBE (ICBD) [10]
- Alex Moore MBE (ICBD)
- Bill Irvine MBE (ICBD)
- Leonard Morgan (ICBD)
- Robin Short (WD&DSC)
- Karl Breuer (WD&DSC)
- Donnie Burns MBE

## Vencedores mundiais
- Campeões Mundiais de Dança de Salão
- Campeões Mundiais de Dança Latina
- 10 Campeões Mundiais de Dança
- Campeões Mundiais de Dança de Salão Amador